# Voleibol nos Jogos Olímpicos de Verão de 2012 - Qualificação masculina
As qualificações para o torneio olímpico de voleibol masculino de 2012 foram realizadas de 20 de novembro de 2011 a 10 de junho de 2012. Para definir as onze seleções que se juntaram à Grã-Bretanha foram realizados nove torneios: cinco continentais e quatro mundiais.

## Equipes qualificadas
| Torneio de qualificação        | Data                                   | Sede           | Vagas | Qualificados              |
| ------------------------------ | -------------------------------------- | -------------- | ----- | ------------------------- |
| Copa do Mundo de 2011          | 20 de novembro – 4 de dezembro de 2011 | Japão          | 3     | Rússia · Polônia · Brasil |
| Pré-Olímpico da África         | 17 de janeiro – 21 de janeiro de 2012  | Camarões       | 1     | Tunísia                   |
| Pré-Olímpico da NORCECA        | 7–12 de maio de 2012                   | Estados Unidos | 1     | Estados Unidos            |
| Pré-Olímpico da Europa         | 8–13 de maio de 2012                   | Bulgária       | 1     | Itália                    |
| Pré-Olímpico da América do Sul | 11–13 maio de 2012                     | Argentina      | 1     | Argentina                 |
| Pré-Olímpico da Ásia1          | 2–10 de junho de 2012                  | Japão          | 1     | Austrália                 |
| Pré-Olímpico Mundial 11        | 2–10 de junho de 2012                  | Japão          | 1     | Sérvia                    |
| Pré-Olímpico Mundial 2         | 8–10 de junho de 2012                  | Alemanha       | 1     | Alemanha                  |
| Pré-Olímpico Mundial 3         | 8–10 de junho de 2012                  | Bulgária       | 1     | Bulgária                  |
| País-sede                      | –                                      | –              | 1     | Grã-Bretanha              |
| Total                          |                                        |                | 12    |                           |

↑1  O Torneio Pré-Olímpico Mundial 1 e o Asiático foram disputados simultaneamente.

## Copa do Mundo
| Pos | Equipe         |
| --- | -------------- |
| 1   | Rússia         |
| 2   | Polônia        |
| 3   | Brasil         |
| 4   | Itália         |
| 5   | Cuba           |
| 6   | Estados Unidos |
| 7   | Argentina      |
| 8   | Sérvia         |
| 9   | Irã            |
| 10  | Japão          |
| 11  | China          |
| 12  | Egito          |

## Qualificatórios continentais

### África
- Local:  Palais des Sports de Warda, Yaoundé, Camarões
- Período: 17 a 21 de janeiro de 2012

| Pos | Equipe   |
| --- | -------- |
| 1   | Tunísia  |
| 2   | Egito    |
| 3   | Camarões |
| 4   | Argélia  |
| 5   | Gana     |

- O Níger desistiu de participar da competição.

### Europa
- Local:  Armeets Arena, Sófia, Bulgária
- Período: 08 a 13 de maio de 2012

| Pos | Equipe     |
| --- | ---------- |
| 1   | Itália     |
| 2   | Alemanha   |
| 3   | Bulgária   |
| 3   | Sérvia     |
| 5   | Eslováquia |
| 5   | Espanha    |
| 7   | Finlândia  |
| 7   | Eslovênia  |

### NORCECA
- Local:  Walter Piramid, Long Beach, Estados Unidos
- Período: 07 a 12 de maio de 2012

| Pos | Equipe               |
| --- | -------------------- |
| 1   | Estados Unidos       |
| 2   | Canadá               |
| 3   | Cuba                 |
| 4   | Porto Rico           |
| 5   | México               |
| 6   | República Dominicana |
| 7   | Trinidad e Tobago    |
| 8   | Costa Rica           |

### América do Sul
- Local:  Centro Municipal de Esportes de Almirante Brown, Almirante Brown, Argentina
- Período: 11 a 13 de maio de 2012

| Pos | Equipe    |
| --- | --------- |
| 1   | Argentina |
| 2   | Venezuela |
| 3   | Colômbia  |
| 4   | Chile     |

## Qualificatórios mundiais
Equipes qualificadas
- Sedes
  -  Japão
  -  Alemanha
  -  Bulgária

- Qualificados através do Campeonato Asiático 2011
  -  Irã
  -  China
  -  Coreia do Sul
  -  Austrália
  -  Índia
  -  Paquistão

- Qualificados através do ranking da FIVB, conforme classificação de 4 de janeiro de 2012.[2]
  -  Egito (África 1 – No. 11)
  -  Venezuela (América do Sul 1 - No. 16)
  -  Sérvia (Europa 1 – No. 7)
  -  França (Europa 2 – No. 21)
  -  Chéquia (Europa 3 – No. 24)
  -  Cuba (NORCECA 1 – No. 5)
  -  Porto Rico (NORCECA 2 – No. 17)

- As quatro equipes melhor colocadas no Campeonato Asiático 2011 estavam predeterminadas a disputar o torneio 1 no Japão. Os outros dois qualificados tiveram seus grupos decididos em sorteio.

### Ásia/Pré-Olímpico Mundial 1
- Local:  Tokyo Metropolitan Gymnasium, Tóquio, Japão
- Período: 1 a 10 de junho de 2012

|     |               |     | Jogos | Jogos | Jogos | Sets | Sets | Sets  | Pontos | Pontos | Pontos |
| Pos | Equipe        | Pts | T     | V     | D     | V    | P    | R     | V      | P      | R      |
| --- | ------------- | --- | ----- | ----- | ----- | ---- | ---- | ----- | ------ | ------ | ------ |
| 1   | Sérvia        | 21  | 7     | 7     | 0     | 552  | 426  | 1.296 | 21     | 1      | 21,000 |
| 2   | Austrália     | 15  | 7     | 5     | 2     | 527  | 470  | 1.121 | 15     | 8      | 1.875  |
| 3   | Irã           | 14  | 7     | 5     | 2     | 612  | 547  | 1.119 | 16     | 9      | 1.778  |
| 4   | Japão         | 11  | 7     | 4     | 3     | 579  | 567  | 1.021 | 13     | 12     | 1.083  |
| 5   | China         | 11  | 7     | 3     | 4     | 575  | 599  | 0.960 | 13     | 14     | 0.929  |
| 6   | Coreia do Sul | 8   | 7     | 3     | 4     | 593  | 635  | 0.934 | 13     | 16     | 0.813  |
| 7   | Venezuela     | 3   | 7     | 1     | 6     | 453  | 542  | 0.836 | 4      | 18     | 0.222  |
| 8   | Porto Rico    | 1   | 7     | 0     | 7     | 489  | 594  | 0.823 | 4      | 21     | 0.190  |

### Pré-Olímpico Mundial 2
- Local:  Max-Schmeling-Halle, Berlim, Alemanha
- Período: 8 a 10 de junho de 2012

|     |          |     | Jogos | Jogos | Jogos | Sets | Sets | Sets  | Pontos | Pontos | Pontos |
| Pos | Equipe   | Pts | T     | V     | D     | V    | P    | R     | V      | P      | R      |
| --- | -------- | --- | ----- | ----- | ----- | ---- | ---- | ----- | ------ | ------ | ------ |
| 1   | Alemanha | 8   | 3     | 3     | 0     | 281  | 247  | 1.138 | 9      | 3      | 3,000  |
| 2   | Cuba     | 7   | 3     | 2     | 1     | 283  | 258  | 1.097 | 8      | 4      | 2,000  |
| 3   | Chéquia  | 3   | 3     | 1     | 2     | 262  | 255  | 1.027 | 5      | 6      | 0.833  |
| 4   | Índia    | 0   | 3     | 0     | 3     | 159  | 225  | 0.707 | 0      | 9      | 0,000  |

### Pré-Olímpico Mundial 3
- Local:  Armeets Arena, Sófia, Bulgária[3]
- Período: 8 a 10 de junho de 2012

|     |           |     | Jogos | Jogos | Jogos | Sets | Sets | Sets  | Pontos | Pontos | Pontos |
| Pos | Equipe    | Pts | T     | V     | D     | V    | P    | R     | V      | P      | R      |
| --- | --------- | --- | ----- | ----- | ----- | ---- | ---- | ----- | ------ | ------ | ------ |
| 1   | Bulgária  | 9   | 3     | 3     | 0     | 273  | 216  | 1.264 | 9      | 2      | 4.500  |
| 2   | França    | 6   | 3     | 2     | 1     | 284  | 263  | 1.080 | 7      | 5      | 1.400  |
| 3   | Egito     | 3   | 3     | 1     | 2     | 230  | 247  | 0.931 | 5      | 6      | 0.833  |
| 4   | Paquistão | 0   | 3     | 0     | 3     | 186  | 247  | 0.753 | 1      | 9      | 0.111  |